# جائزة بريطانيا الكبرى 1986
جائزة بريطانيا الكبرى 1986 هو سباق فورمولا 1 أقيم بتاريخ 13 يوليو 1986 في كنت، بريطانيا العظمى. كان التاسع من أصل 16 في بطولة العالم لسباقات الفورمولا واحد موسم 1986. حلّ البريطاني نايجل مانسيل أولا بينما جاء البرازيلي نيلسون بيكيه في المركز الثاني وحصل على المركز الثالث الفرنسي ألن بروست.